# Löfbergs Lila Arena

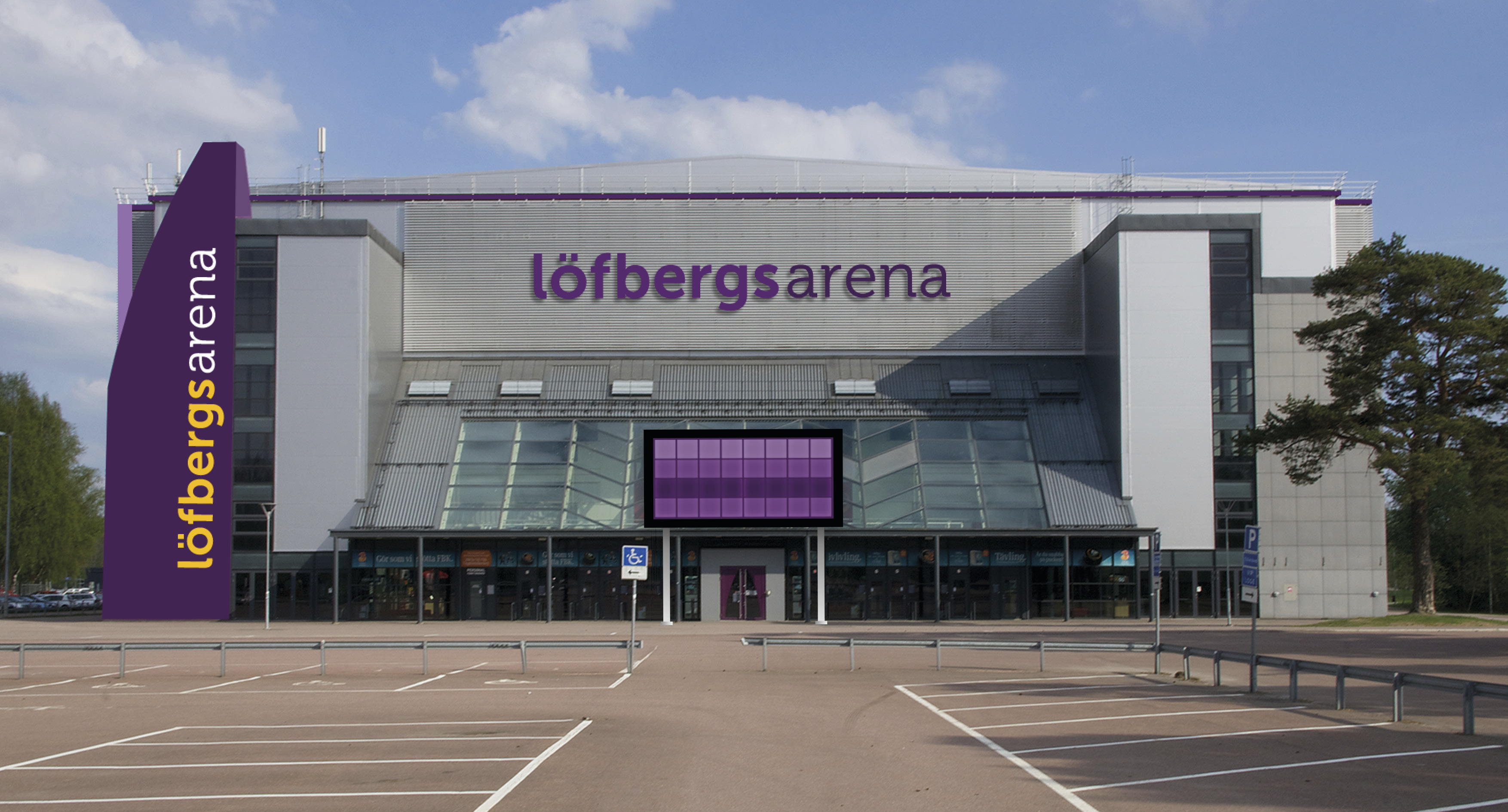
Löfbergs Lila Arena

Löfbergs Lila Arena é um pavillhão polidesportivo e um estádio de hóquei no gelo localizado na cidade de Karlstad, Suécia.

Foi inaugurado em 2001 e tem capacidade máxima para 8 250 pessoas durante eventos desportivos.
É utilizado pelo clube de hóquei no gelo Färjestads BK.